# Rata del bambú petita
La rata del bambú petita (Cannomys badius) és un rosegador de la subfamília Rhizomyinae que viu al sud-est d'Àsia. Viu des de l'est del Nepal, passant per Bengala Occidental, Assam, Meghalaya, Manipur, Nagaland i Mizoram, al nord-est d'Índia, Bhutan, el sud-est de Bangladesh, Myanmar i Tailàndia fins al sud de la Xina, el nord-oest del Vietnam i Cambodja. Els seus hàbitats naturals són molt diversos i van des de boscos de bambú fins a camps de conreu i altres zones pertorbades (tot i que no és present a arrossars). Al sud d'Àsia viu en boscos temperats de muntanya i boscos de bambú situats dins de fragments de boscos subtropicals.